# Кровавая Секира (телесериал)
«Кровавая Секира» (англ. Bloodaxe) — предстоящий американский телесериал в жанре исторической драмы. Его премьера состоится на стриминговой платформе Amazon Prime Video.

## Сюжет
Исторический сериал повествует о том, как викинг Эйрик Кровавая Секира стал королем Норвегии.

## В ролях
- Завье Молинью[англ.] — Эйрик I Кровавая Секира
- Джессика Мадсен[англ.] — Гуннхильд Мать Конунгов

## Производство
В марте 2025 года компания MGM Television заказала производство исторического сериала у Майкла и Хорейшио Херста.
В июне 2025 года на главную роль был утверждён австралийский актёр Завье Молинью, а Джессика Мадсен была утверждена на роль Гуннхильд.
Съёмки начнутся в Ирландии в июле 2025 года.